# 偕楽園駅
偕楽園駅（かいらくえんえき）は、茨城県水戸市常磐町一丁目にある東日本旅客鉄道（JR東日本）常磐線の駅（臨時駅）である。

## 概要
偕楽園の梅まつりの時期に合わせて営業する臨時駅である。営業時間中（当該期間の土曜・休日の9時10分頃 - 16時35分頃）の下り列車（水戸方面）のみ停車する。普通列車の他特急列車「ひたち」「ときわ」も停車し、臨時の特急列車（元の指定席連結の快速列車）も停車するものがある。
2012年まで、IC乗車カード（Suicaなど）は当駅では利用できなかったが、2013年から簡易Suica改札機が設置された。

## 歴史
- 1925年（大正14年）2月2日：鉄道省の公園下仮降車場として開業[5]。
- 1949年（昭和24年）6月1日：日本国有鉄道が発足。
- 1967年（昭和42年）2月1日：偕楽園仮降車場に改称[6]。
- 1969年（昭和44年）10月1日：偕楽園臨時乗降場に変更[7]。
- 1987年（昭和62年）4月1日：国鉄分割民営化により、東日本旅客鉄道の駅となる[7]。また、名称を偕楽園駅（臨時駅）に変更[7]。
- 1993年（平成5年）3月27日 - 5月30日：第10回全国都市緑化フェア（グリーンフェア'93いばらき）開催のため、この期間に限り上り線にもホームを設置[8]。また、みどりの窓口を臨時に営業する[9]。
- 2011年（平成23年）3月12日以降：この前日（3月11日）に発生した東北地方太平洋沖地震（東日本大震災）の影響で常磐線運転見合わせ、偕楽園の休園（水戸の梅まつり中止）等を受け、同年の営業取り止め。
- 2013年（平成25年）2月20日：簡易Suica改札機を設置し、SuicaをはじめとしたIC乗車カードの利用が可能となる[注釈 1]。
- 2016年（平成28年）2月20日：以下のとおりリニューアル工事を事前に行い、同年の運用開始[10][11][注釈 2]。
  - 周辺にある千波湖の冠水対策として、ホーム及び線路の高さを高くする。
  - バリアフリー対策として、スロープを設置。
- 2023年（令和5年）2月11日：当駅に営業キロが設定され、当駅発着の乗車券類の販売が開始される[注釈 3][13][14]。また、これまでは当該期間の土曜・休日の9時10分頃 - 15時30分頃の下り列車が停車していたが、1時間延長され、9時10分頃 - 16時35分頃までとなった[注釈 4]。
- 2025年（令和7年）2月2日：開業100周年

## 駅構造
下り線にコンクリートの単式ホーム1面1線が設置された地上駅。当駅は複線区間にあるが、上り線ホームは設置されていないため、上り列車は通過する（上りについては、時刻表にも駅の記載自体がないものがある）。駅の管理は水戸統括センター（水戸駅）が行っている。
小山・東京方面へ向かう場合は、一旦水戸方面行き列車に乗車して水戸駅で折り返さなければならず、いわき・日立・勝田方面から当駅へ来るときは、赤塚駅などで降りて下り列車に乗車する必要がある。そのため仙台発の臨時のひたち号は水戸駅から赤塚駅まで行って折り返し当駅に停車して水戸駅に向かう。
ホームは11両編成までに対応している。2015年以降、当駅を通る定期列車は最大10両編成のため、ドアカットは行われていない。かつてはE653系の14両編成で運転される特別急行列車「フレッシュひたち」があったため、その場合には後方3両（1号車 - 3号車）をドアカットしていた。

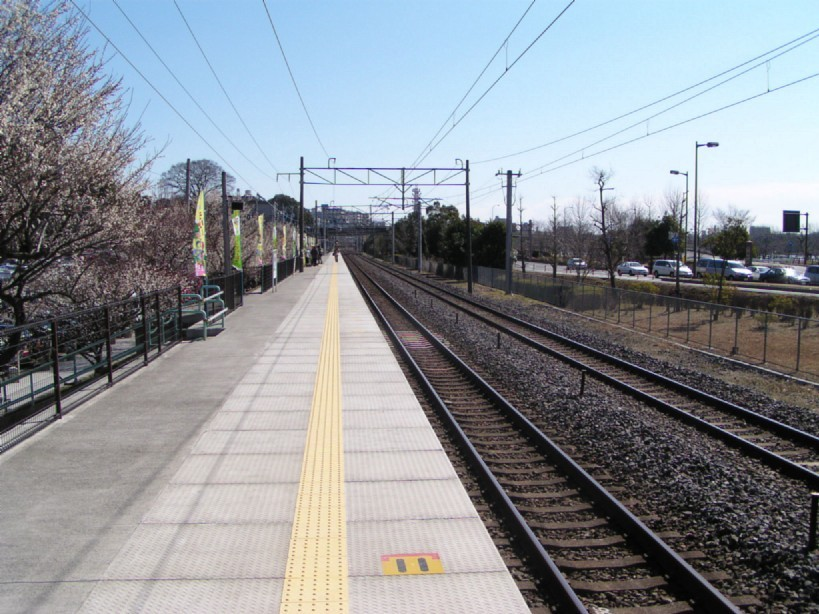
ホーム（2005年3月）
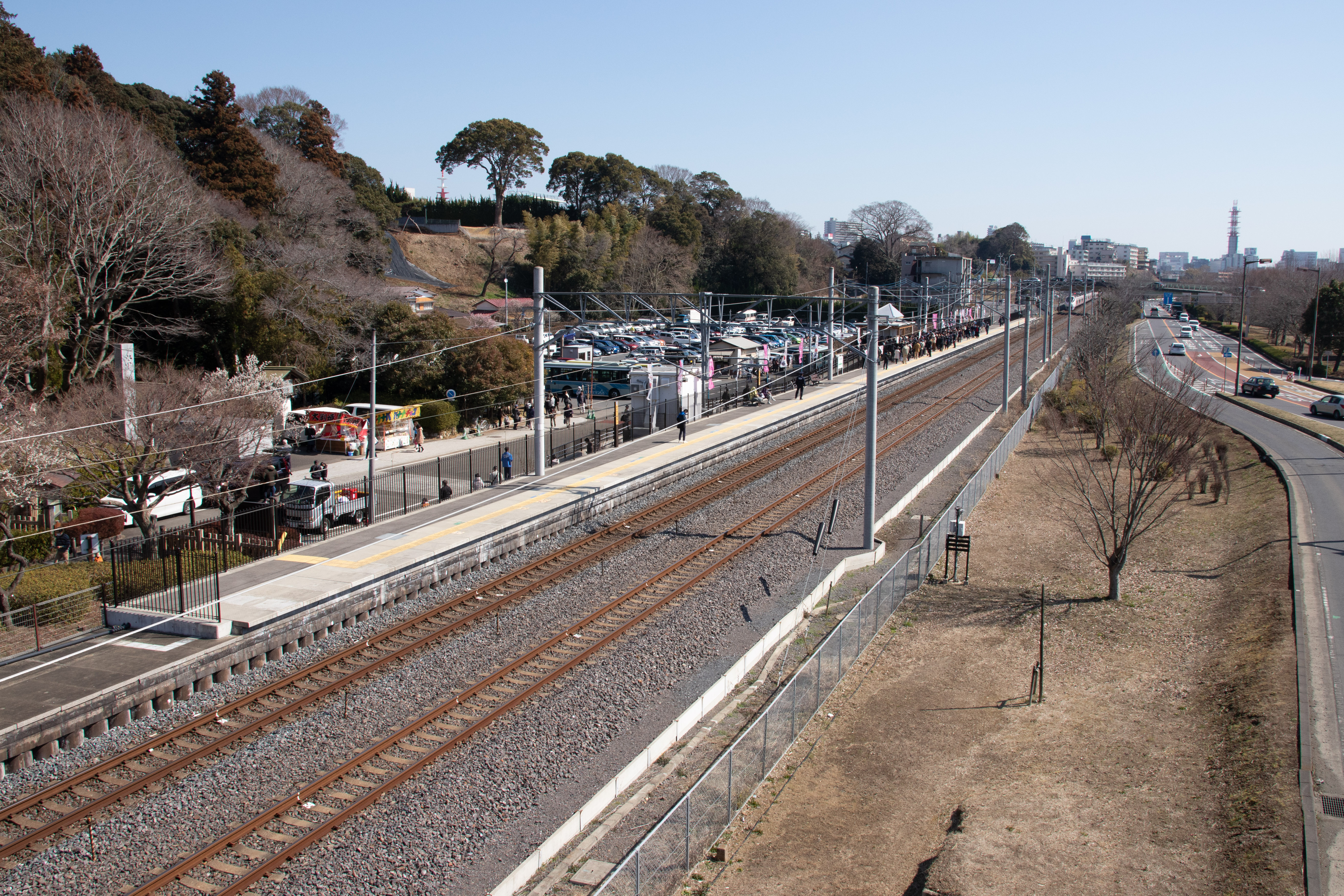
駅全景。下り線側のみ駅設備が設置されている（2019年3月）
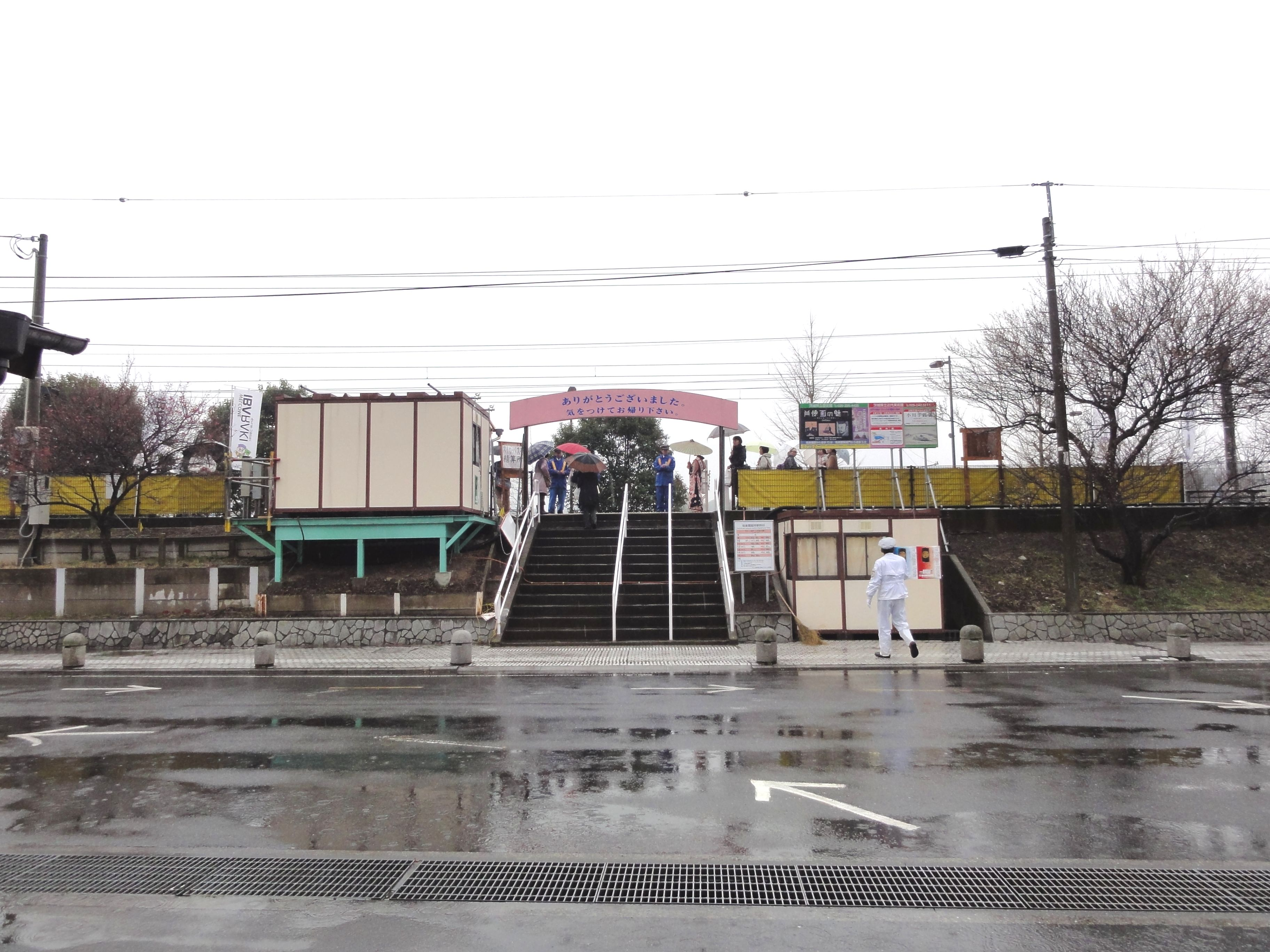
リニューアル前の駅入口（2012年3月）

## 駅周辺
- 偕楽園
- 茨城県立歴史館
- 常磐神社
- 茨城県護国神社
- 徳川ミュージアム
- 千波湖

## バス路線
いずれも駅の営業期間にかかわらず運行。水戸市内では主に関東鉄道と茨城交通の路線バスが運行されているが、偕楽園では停留所が関東鉄道・茨城交通で分かれている。下記以外にも、駅から徒歩5分程度の「偕楽園入口」バス停より関東鉄道のバスが運行されており、県庁バスターミナルなどへ行くことが可能である。

### 偕楽園（駅前のりば、関東鉄道）
駅前にある。
- 関東鉄道
  - 本郷・払沢循環

### 偕楽園（常磐神社横のりば、茨城交通）
駅からは、常磐神社・偕楽園東門方面への石段を登る必要がある。
- 茨城交通
  - 水戸駅北口行

## 運賃計算および途中下車
2022年までは当駅には営業キロが設定されておらず、当駅での乗降における運賃計算には、赤塚以遠の駅から当駅まで乗車する場合、発駅から水戸駅までの営業キロ・運賃計算キロに基づく運賃が必要となっていた。また当駅から水戸以遠の駅まで乗車する場合、赤塚駅から着駅までの営業キロ・運賃計算キロに基づく運賃が必要となっていた。
一方、上記の運賃計算方法にかかわらず、途中下車の認められた乗車券で当駅での途中下車は可能である。ただし、現在は途中下車が認められない東京近郊区間が拡大し、常磐線浪江以南・水戸線全線・水郡線水戸 - 常陸大子・常陸太田間が対象に含まれるため、これらの駅間の切符では原則途中下車は不可である。2013年より使用可能になったSuicaなどのIC乗車カードにも、途中下車の取り扱いはない。
そのため、2022年までは上野方面からの下り列車に水戸駅までの切符で乗車した場合に限り、当駅で精算済券を受け取ることで、再度当駅から水戸駅まで乗車可能であった。
2023年の開設時から当駅に営業キロが設定されたことにともない、当駅発着の乗車券・特急券・グリーン券が発券出来るようになったものの、当駅は下り線のみの駅のため仙台方面からは赤塚駅 - 当駅間の折り返し乗車が、当駅から東京方面に向かう場合当駅 - 水戸駅間の折り返し乗車が認められている。

## 隣の駅
東日本旅客鉄道（JR東日本）
■常磐線（■水戸線直通含む、下り列車のみ停車）
- 特急「ひたち」「ときわ」一部列車臨時停車駅

赤塚駅 → （臨）偕楽園駅 → 水戸駅